# Maslinjak (Ist)
Maslinjak je nenaseljeni otočić u hrvatskom dijelu Jadranskog mora.
Njegova površina iznosi 0,06 km². Dužina obalne crte iznosi 0,96 km.